# Dzseferzon
A Dzseferzon angol eredetű férfinév, jelentése Jeffrey fia. Magyarországon 2021-ben vették fel az anyakönyvezhető utónevek listájára.

## Gyakorisága
2022-ben nem szerepel a 100 leggyakoribb férfikeresztnév között.

## Névnap
Nincs hivatalos névnapja.

## További keresztnevek
- Magyar névnapok listája dátum szerint
- Magyar névnapok listája betűrendben